# Selenicereus trigonus
Selenicereus trigonus ist eine Pflanzenart in der Gattung Selenicereus aus der Familie der Kakteengewächse (Cactaceae). Das Artepitheton trigonus  stammt aus dem Griechischen, bedeutet ‚dreikantig‘ und verweist auf die Form der Triebe.

## Beschreibung
Selenicereus trigonus wächst lianenartig kletternd und spreizklimmend und erreicht eine Länge von bis zu 10 Metern. Die grünen, schlanken, dreikantigen Triebe sind auf dem Rippenrücken stark gewellt und nicht verhornt. Aus den auf der oberen Spitze der geschwungenen Einkerbungen befindlichen Areolen entspringen 1 bis 14 steife und unterschiedlich geformte Dornen. Sie sind 4 bis 7 Millimeter lang, werden mit der Zeit bräunlich. Manchmal sind die Areolen noch mit wenigen Borsten besetzt.
Die weißen Blüten sind 14 bis 25 Zentimeter lang. Die Schuppen am Perikarpell überlappen sich nicht. Die länglichen, roten Früchte werden bei Durchmessern von 3 bis 5 Zentimetern bis zu 10 Zentimeter lang. Die Früchte sind mit fleischigen Schuppen besetzt.

## Verbreitung und Systematik
Selenicereus trigonus ist in Puerto Rico und auf den Kleinen Antillen in Höhenlagen zwischen 100 und 450 Metern verbreitet.
Die Erstbeschreibung als Cereus trigonus wurde 1812 von Adrian Hardy Haworth veröffentlicht. Salvador Arias Montes und Nadja Korotkova stellten die Art 2017 in die Gattung Selenicereus. Ein weiteres nomenklatorisches Synonym ist Hylocereus trigonus (Haw.) Saff. (1909).

## Nachweise